# 巴尔杜条约

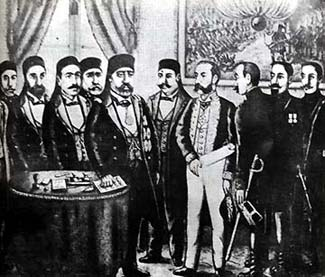
签订《巴尔杜条约》。

巴尔杜条约是1881年5月12日，法国与突尼斯之间签订的一个条约。1881年4月，法国军队从阿尔及利亚入侵突尼斯贝伊国。5月，法军攻占突尼斯城。法国强迫突尼斯贝伊穆罕默德三世·阿勒·萨迪克在巴尔杜宫签订了《巴尔杜条约》。条约规定：法国可以占领突尼斯全境，代行外交事务。突尼斯从此沦为法国保护国。1956年3月20日,法国同突尼斯签订联合议定书，宣布废除《巴尔杜条约》，承认突尼斯独立。